# Masseria Zanzara
Masseria Zanzara este o arie protejată (arie specială de conservare — SAC, sit de importanță comunitară — SCI) din Italia întinsă pe o suprafață de 49 ha, integral pe uscat.

## Localizare
Centrul sitului Masseria Zanzara este situat la coordonatele 40°17′55″N 17°54′53″E / 40.298611°N 17.914722°E.

## Înființare
Situl Masseria Zanzara a fost declarat sit de importanță comunitară în iunie 1995 pentru a proteja 1 specie de plante și 3 specii de animale. Situl a fost protejat și ca arie specială de conservare în iulie 2015.

## Biodiversitate
Situată în ecoregiunea mediteraneană, aria protejată conține 1 habitat natural: Pseudostepă cu ierburi și specii anuale de Thero-Brachypodietea.
La baza desemnării sitului se află mai multe specii protejate:
- plante (1): Stipa austroitalica
- nevertebrate (1): Melanargia arge
- reptile (2): șarpele cu patru dungi (Elaphe quatuorlineata), elaphe situla (Zamenis situla)

Pe lângă speciile protejate, pe teritoriul sitului au mai fost identificate 21 de specii de plante, 2 specii de amfibieni, 4 specii de reptile.